# Schweizerische Speisewagen-Gesellschaft

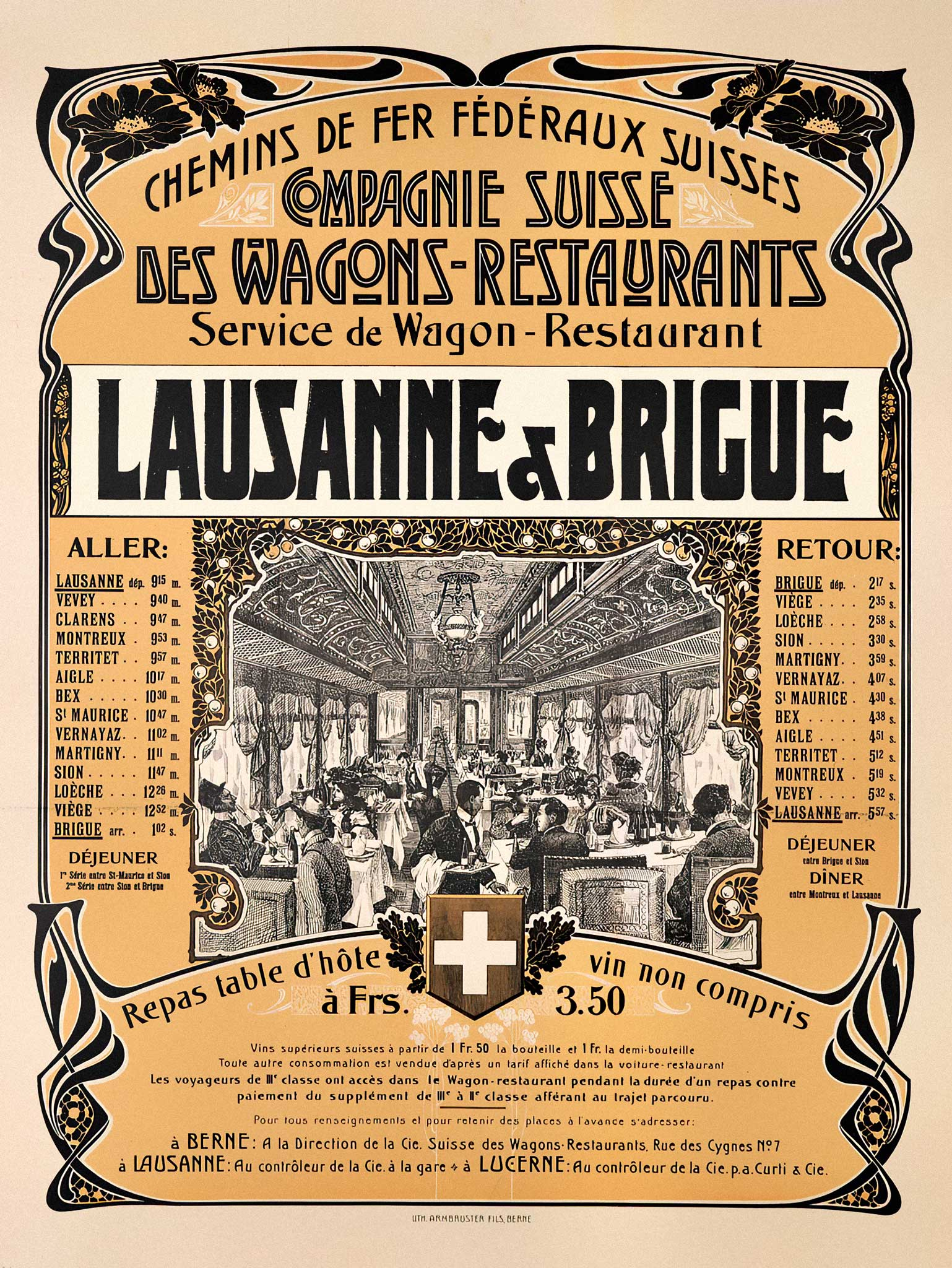
Werbeplakat der SSG (1905)

Die Schweizerische Speisewagen-Gesellschaft (abgekürzt SSG, französisch Compagnie Suisse des Wagons-Restaurants) war ein Betreiber von Speisewagen auf dem Netz der Schweizerischen Bundesbahnen (SBB). Das Unternehmen firmiert heute als Elvetino und ist eine 100-%-Tochterfirma der SBB.

## Geschichte
Das Unternehmen wurde am 1. August 1903 in Olten als Tochtergesellschaft der Compagnie Internationale des Wagons-Lits und der SBB gegründet. Mit der Nationalisierung des Bahnnetzes in der Schweiz war der Wunsch nach einer nationalen Betreibergesellschaft für Speisewagen entstanden, so dass die neuentstandenen SBB alle Verträge mit der CIWL im Einvernehmen kündigten, worauf sich diese an der Gründung der SSG beteiligte. Im gleichen Jahr übernahm die Gesellschaft den Betrieb der drei neu angeschafften Buffetwagen Nr. 31–33 der Seetalbahn.
Den Betrieb führten zudem bis Ende März 1904 Mitarbeiter der CIWL auf Rechnung der SSG, die zu Beginn noch keine eigenen Fahrzeuge besass. Wurden anfangs Wagen der CIWL angemietet, erwarb die SSG schliesslich bis zum Beginn des Ersten Weltkrieges insgesamt 22 Speisewagen. Die meisten davon waren Teakholzwagen nach Bauart der CIWL und wurden von den Ringhoffer-Werken in Prag gefertigt, diese bauten auch die auf der meterspurigen Montreux-Berner Oberland-Bahn eingesetzten Wagen Dr 11–13 und 17.
In der Zwischenkriegszeit erwuchs mit der deutschen MITROPA, die in den 1920er Jahren den Speisewagendienst auf der Rhätischen Bahn übernahm und eigene Wagen auf den Zugläufen zwischen der Schweiz und dem Deutschen Reich einsetzte, erstmals Konkurrenz für die SSG auf eigenem Boden. Trotzdem folgten 1926 und 1930 jeweils zwei Wagen von SIG bzw. Schlieren, so dass die Gesellschaft schliesslich über 26 Wagen verfügte und damit alle inländischen Zugläufe bedienen konnte. Mit den Leichtstahlwagen schafften die SBB erstmals auch eigene Speisewagen an, so dass diese bis 1952 alle Fahrzeuge von der SSG übernahmen, welche in der Folge zu einer reinen Betreibergesellschaft wurde. Die alten Teakholzwagen wurden zum Teil abgestellt, zum Teil noch einige Jahre weiterbenutzt. Erst im Oktober 1960 wurde mit dem im Jahr 1914 von Ringhoffer gebauten Speisewagen 10022 der vermutlich letzte in Betrieb befindliche Teakholzwagen in Westeuropa abgestellt. Dieser wird seitdem im Verkehrshaus der Schweiz in Luzern museal aufbewahrt. Mit der «Teak Bar» der Museumsbahn Etzwilen–Singen ist zudem der ehemalige, 1908 von Ringhoffer gebaute Teakholzwagen Dr4ü 10210 erhalten geblieben.
Die SSG wurde ab 1987 schrittweise vom Unternehmer Beat Curti übernommen. Daraus entstand schliesslich das Unternehmen Passaggio, welches schliesslich auch Autobahnraststätten, Bahnhofbuffets, Flughafenrestaurants und Schnellimbisse betrieb. Die expansive Strategie Curtis führte zu einem Finanzengpass, der Ende 2000 den Verkauf von Passaggio an die italienische Autogrill-Gruppe notwendig machte. Der Speisewagenbetrieb (unter dem Namen Passaggio Rail) wurde im Jahr 2001 abgetrennt und gehört heute mehrheitlich den SBB, 2003 wurde die Gesellschaft in Elvetino umfirmiert.

### Galerie

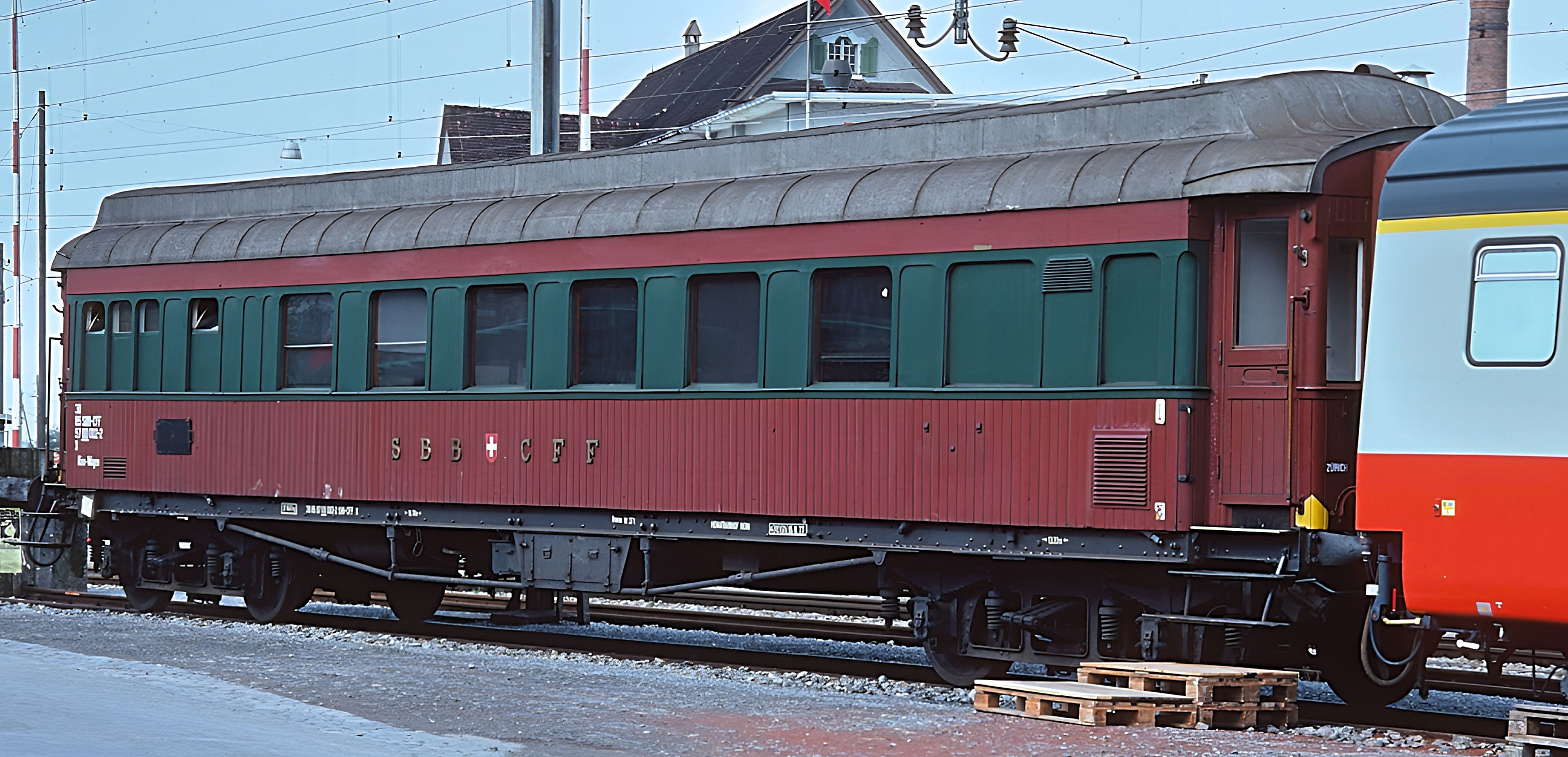
Ehemaliger Teakholzwagen Dr4ü 10210 als Kinowagen der SBB, heute restauriert als «Teak Bar»
Werksplan der Dr4ü 25–26 (1930)
Einheitswagen-Speisewagen Dr4ü 10104-10115 (1951)
Einheitswagen-Speisewagen Dr4 10127
WRm-Speisewagen in Eurofima-C1-Lackierung
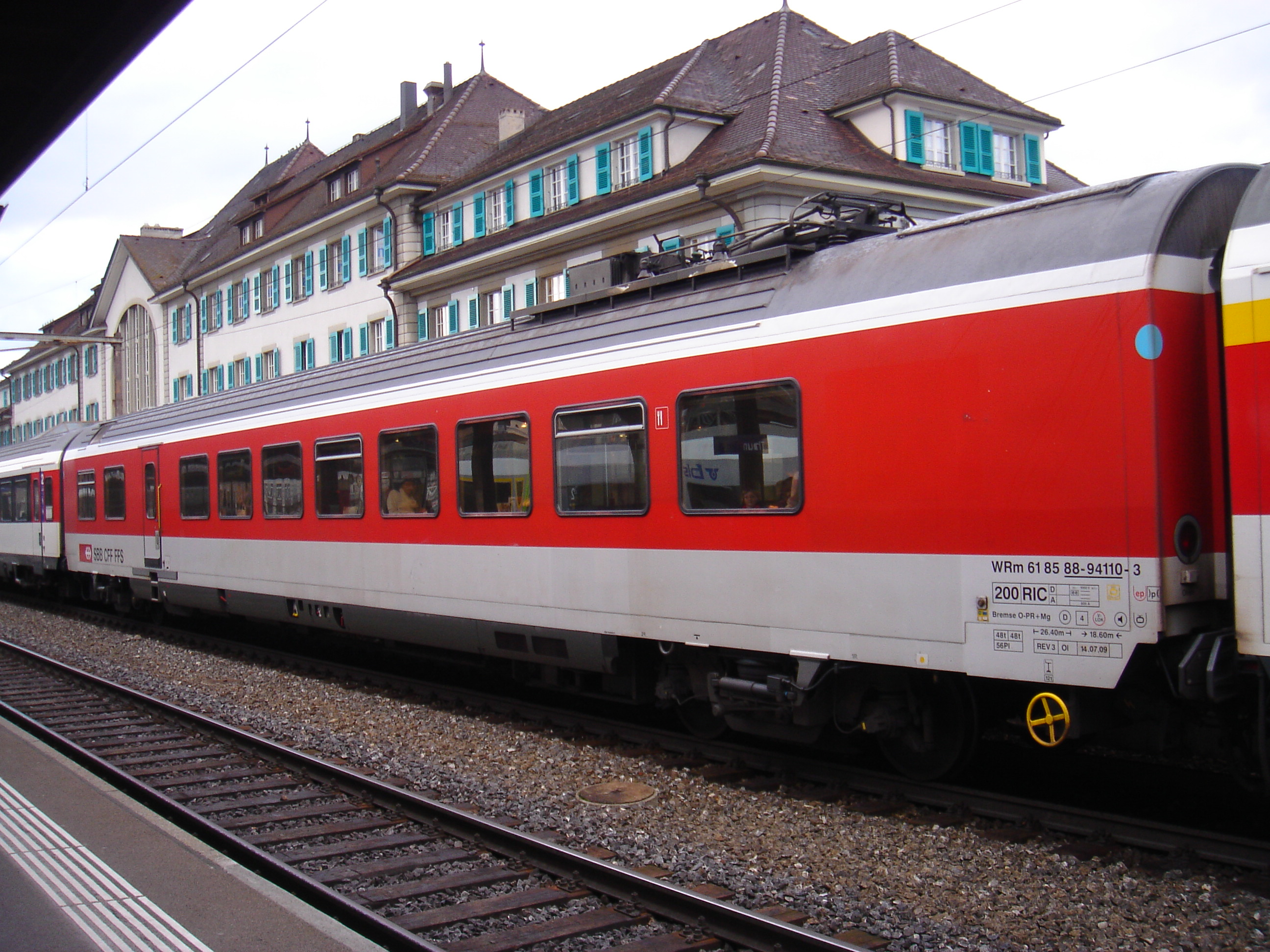
SBB WRm (Aufnahme 2009)
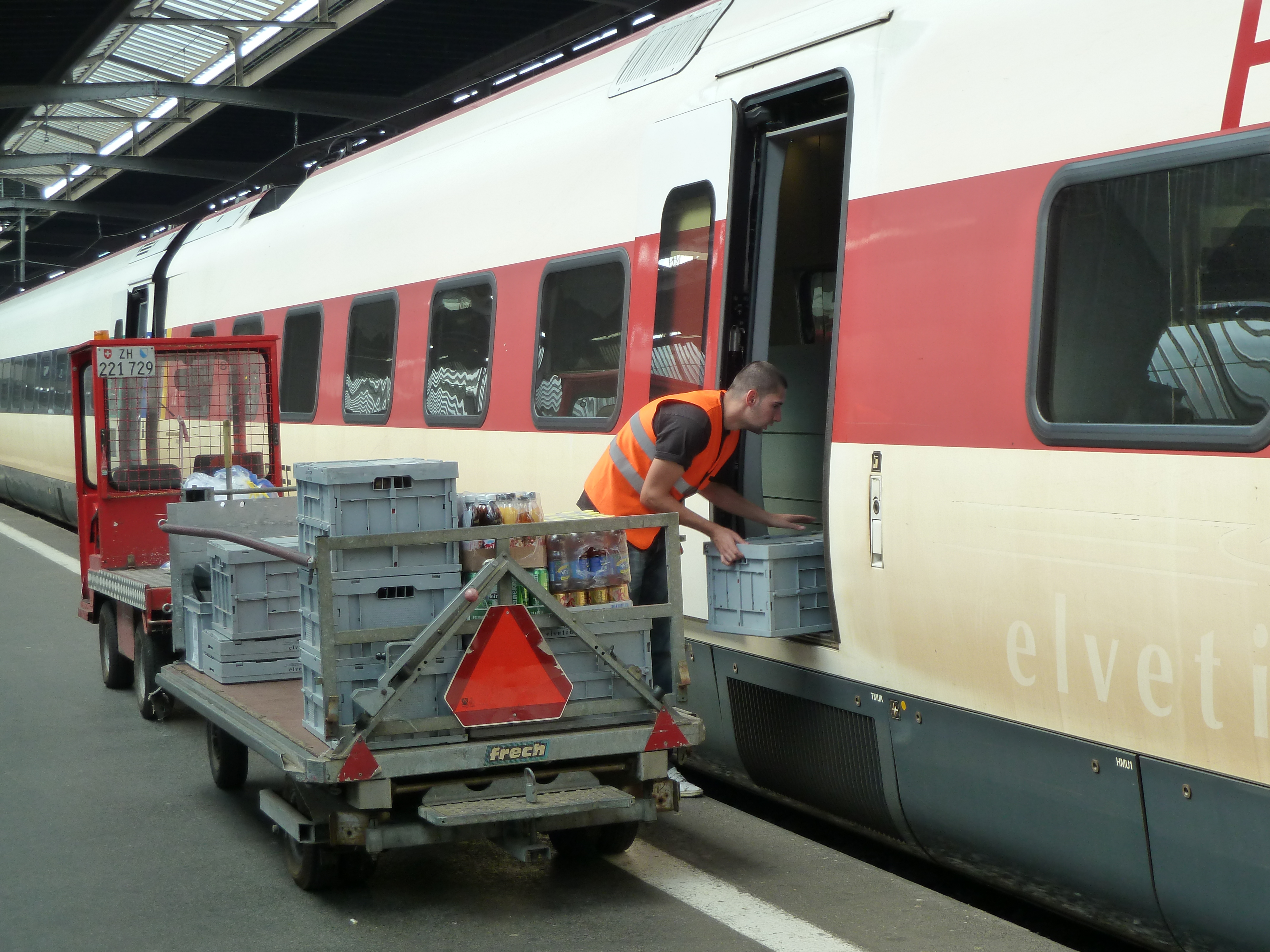
Beschickung eines Speisewagens in einem SBB RABDe 500 (Aufnahme 2010)